# Дыры-убийцы

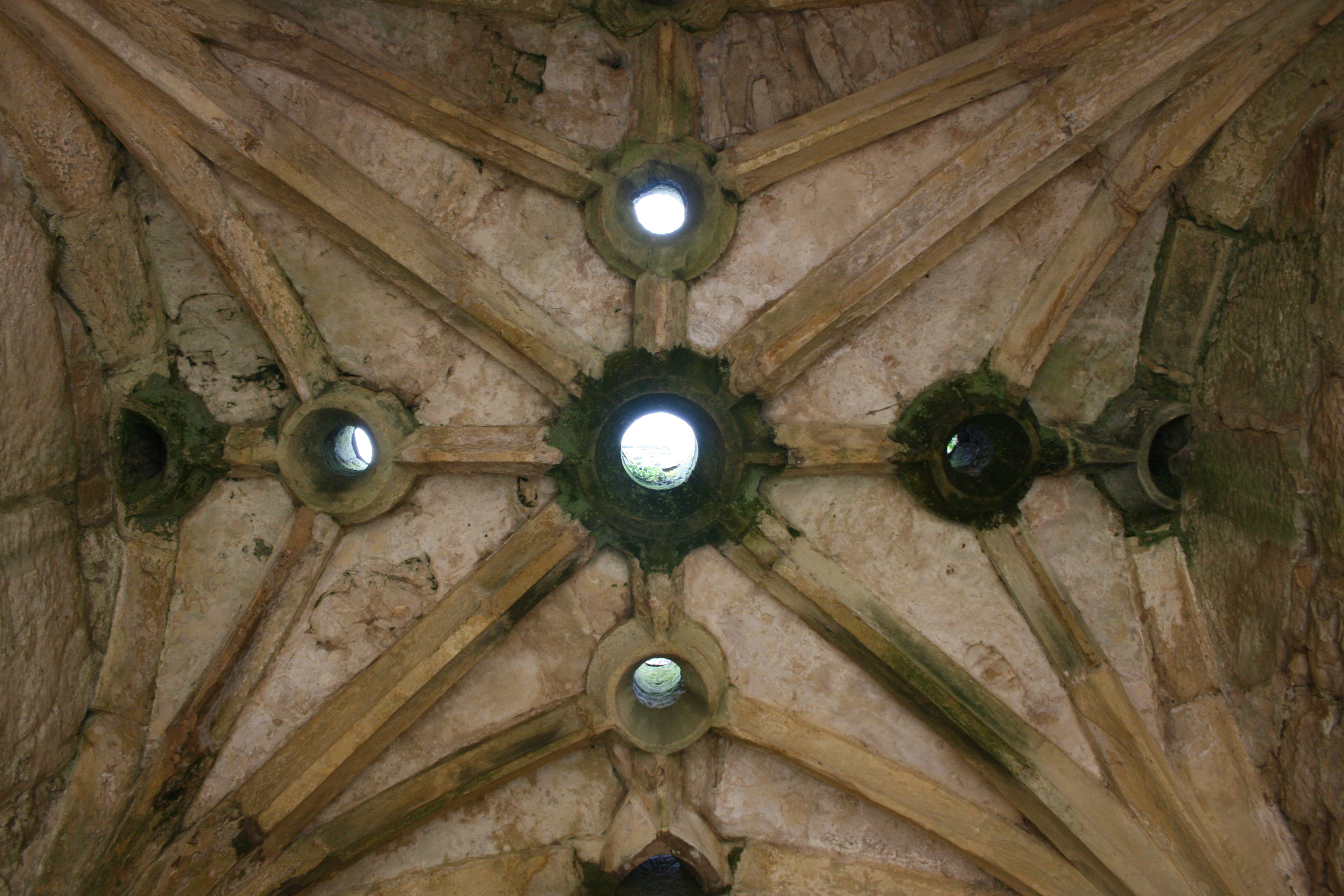
«Дыры-убийцы» в своде ворот замка Бодиам, Великобритания

«Дыры-убийцы» (фр. Assommoir; англ. Murder-hole) — элемент средневековой фортификации. Представляли собой отверстия в потолках и сводах воротных проездов крепостей и замков, через которые защитники крепости, находящиеся в помещении над воротами, поражали ворвавшегося в воротный проезд противника при помощи тяжёлых предметов (камней), стрел, кипящих жидкостей (кипятка, смолы), раскалённого песка, негашёной извести и т. п. В этом свете «дыры-убийцы» имеют некоторое тактическое сходство с машикулями. Интересно, что распространённое в популярной литературе мнение о применении кипящего масла исторически не задокументировано. Также «дыры-убийцы» могли использоваться для тушения пожаров, возникавших вследствие попыток осаждавших поджечь ворота.
Размеры и конфигурация «дыр-убийц» существенно варьируются. К примеру, в замке Бодиам (Великобритания) они представляют собой отверстия в розетке и нервюрах свода, в то время, как в башнях Серрано крепости Валенсия (Испания) над воротным проездом предусмотрено достаточно крупное пространство с парапетом, открытое внутрь второго этажа ворот.
«Дыры-убийцы» были широко распространены в западно-европейской фортификации эпохи Высокого и Позднего Средневековья, а также Ренессанса.
Иногда за подобные «дыры» принимают отверстия, предназначенные для цепей подъемных механизмов воротных решёток, когда-то расположенных над воротной аркой, но впоследствии демонтированных.

## Галерея «дыр-убийц»

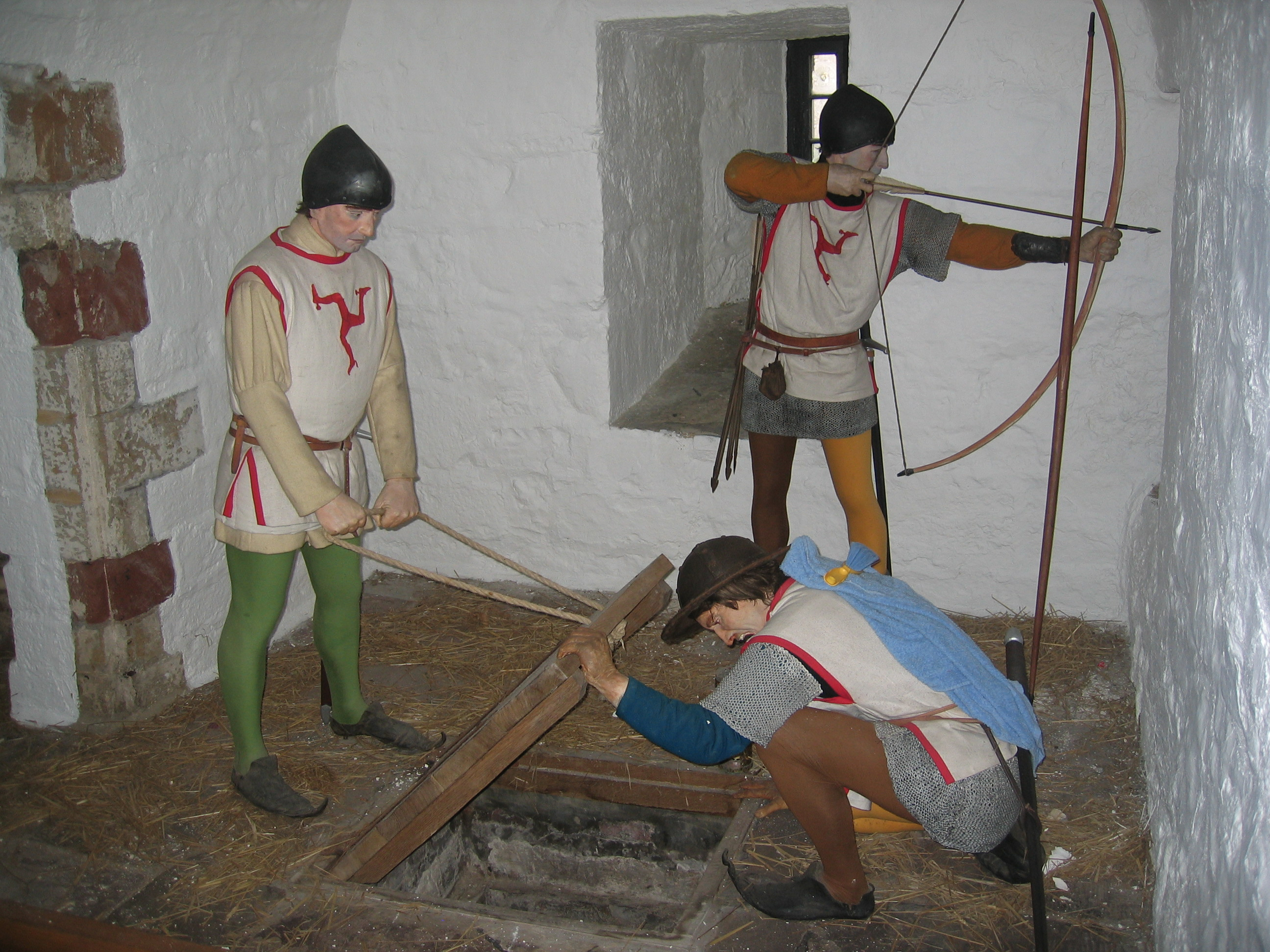
Замок Рашен (остров Мэн, Великобритания)
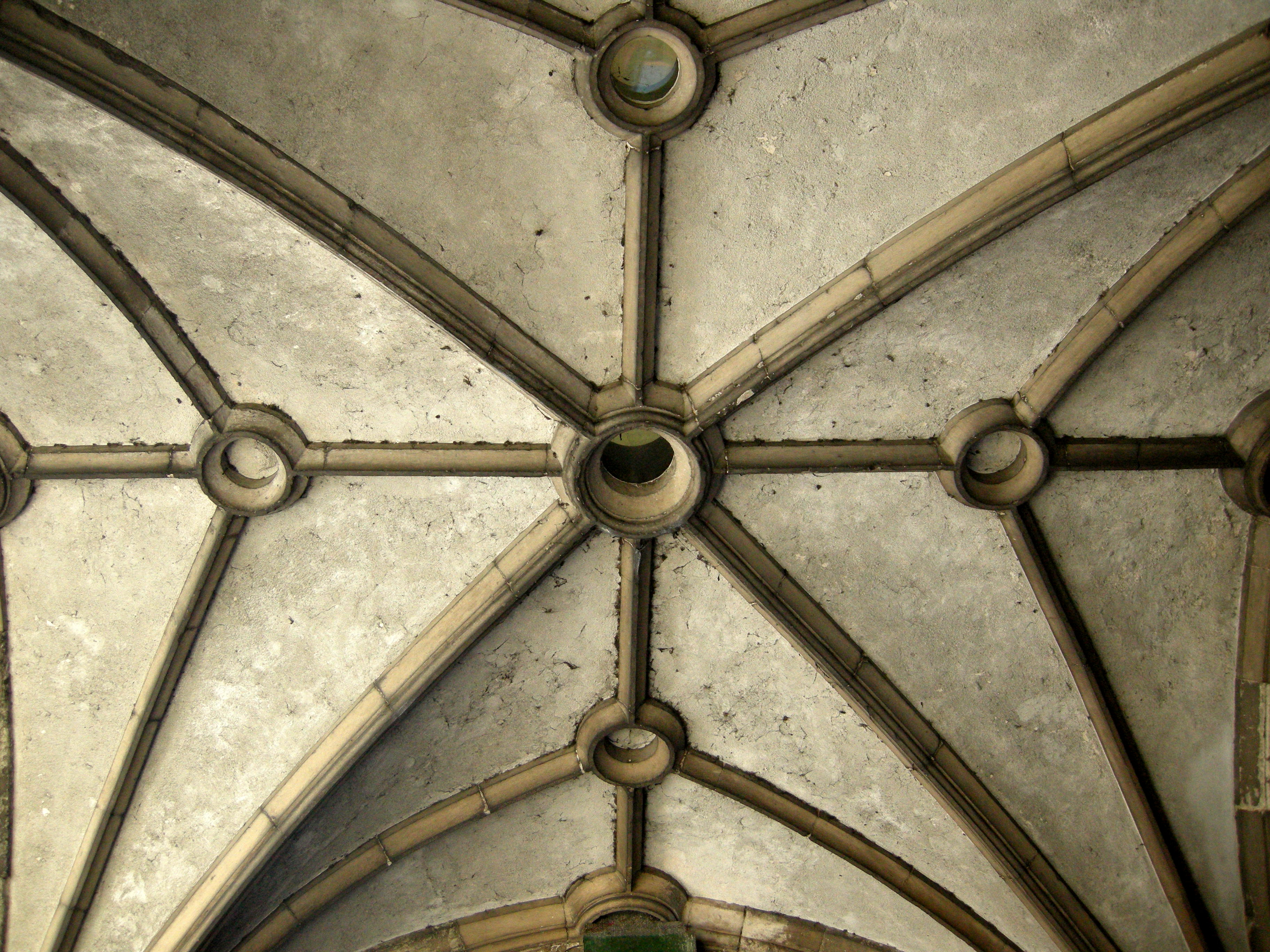
Кентербери, Великобритания
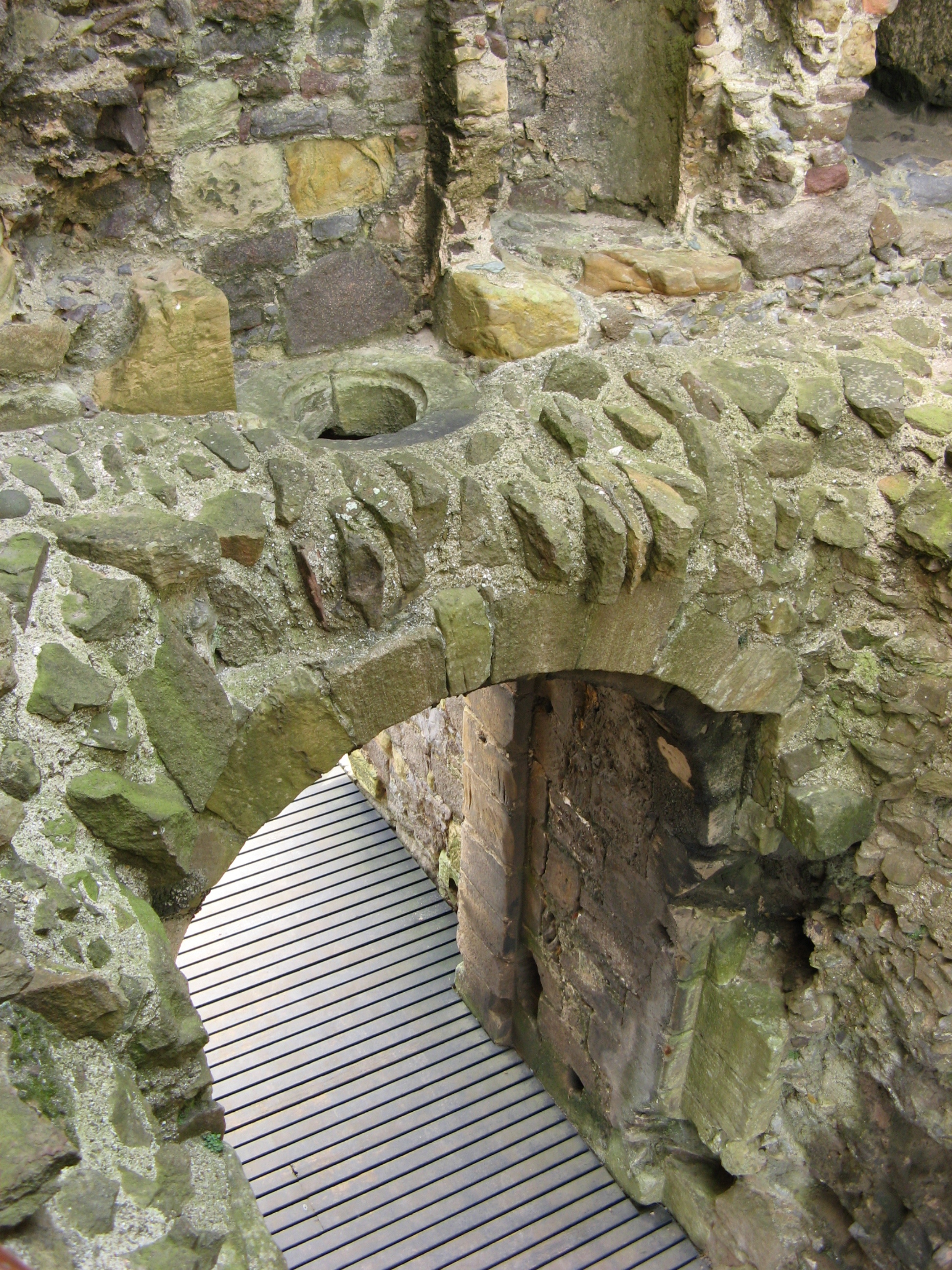
Замок Дирлетон, Шотландия
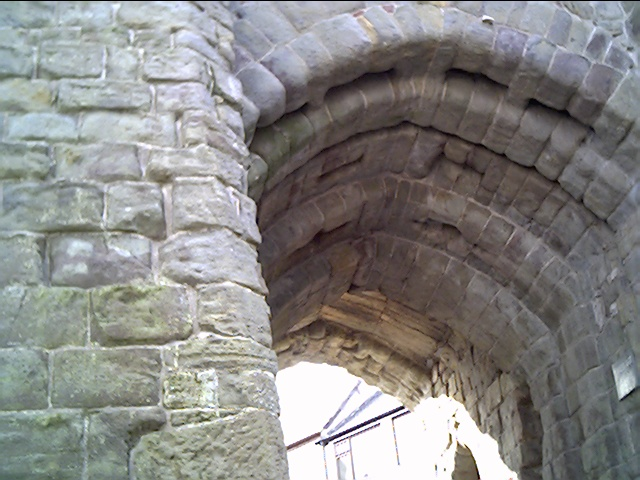
Замок Денби, Великобритания
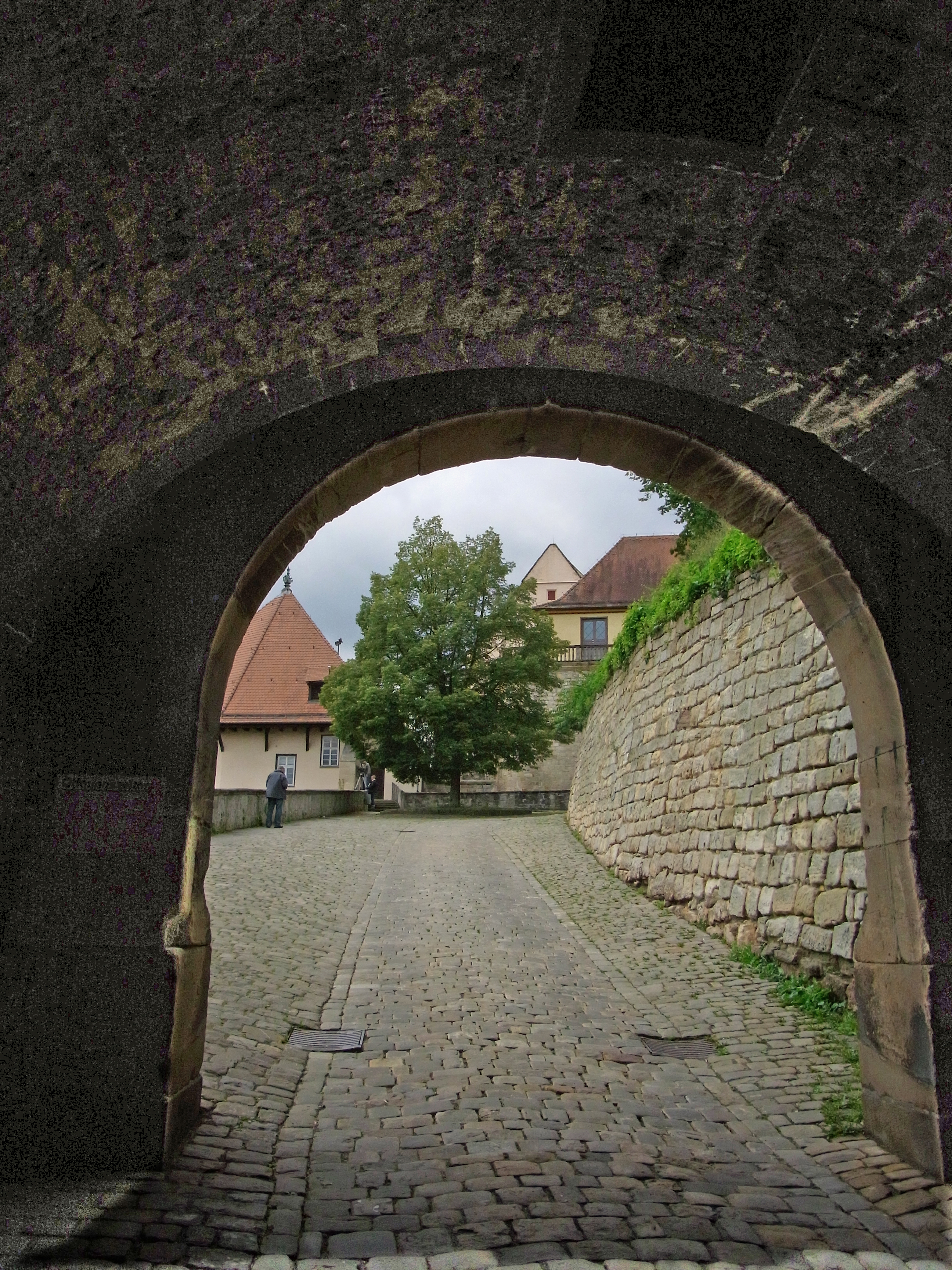
Замок Хоэнтюбинген, Германия